# Ivánivka (Odesa)
Ivánivka (en ucraniano: Іванівка; en ruso: Ивановка, romanizado: Ivánovka) es un pueblo ucraniano perteneciente al óblast de Odesa. Situado en el sur del país, forma parte del raión de Berezivka y del municipio (hromada) de Ivánivka.

## Geografía
Ivánicka está en la orilla derecha del río Veliki Kuialnik, 74 km al norte de Odesa.

## Historia
Ivánivka fue fundada a fines del siglo XVIII como Mala Baranivka (en ucraniano: Мала Баранівка), llamada así por el terrateniente Baranov. El área fue colonizada después de 1792, cuando las tierras entre el río Bug Meridional y el Dniéster fueron transferidas al Imperio ruso de acuerdo con la paz de Jassy. El área se incluyó en uyezd de Tiráspol, que perteneció al virreinato de Yekaterinoslav hasta 1795, al virreinato de Voznesensk hasta 1796, a la gobernación de Nueva Rusia hasta 1803 y a la gobernación de Jersón hasta 1920. En 1825, el área se transfirió al recién establecido uyezd de Odesa. En 1858, el asentamiento pasó a llamarse Yanivka (en ucraniano: Янівка; en ruso: Яновка, romanizado: Yanovka) en honor a otro terrateniente de origen polaco, Jan Lemper.
El 16 de abril de 1920, la gobernación de Odessa se separó y el uyezd de Odessa se trasladó a la gobernación de Odessa. En 1923, se abolieron los uyezds en la República Socialista Soviética de Ucrania y las gobernaciones se dividieron en okruhas. Yanivka se incluyó en el okruha de Odessa. El 3 de julio de 1923 se estableció el raión de Yanivka con el centro administrativo en Yanivka. En 1930, se abolieron las okrugs y el 27 de febrero de 1932 se estableció el óblast de Odesa y el raión de Yanivka se incluyó en el óblast de Odesa. Durante el Holodomor (1932-1933) murieron al menos 11 vecinos del pueblo.
Durante la Segunda Guerra Mundial, el pueblo estuvo ocupado por tropas de la Wehrmacht desde el 10 de agosto de 1941 hasta el 5 de abril de 1944.
En 1946, Yanivka pasó a llamarse Ivanivka, y el raión de Yanivka pasó a llamarse raión de Ivanivka. En 1962, Ivánivka recibió el estatus de asentamiento de tipo urbano. En 1972 funcionaba aquí una bodega y una panadería, además de una fábrica de mantequilla y queso, una fábrica de pan, una fábrica de piensos, una fábrica de aceite y una planta procesadora de alimentos.
El 23 de noviembre de 2016, el Gabinete de Ministros de Ucrania decidió vender la bodega Ivanovo ubicada en el pueblo.
Ivánivka  fue el centro del raión de Ivanivka hasta 2020, año en el que se hizo una reforma administrativa que redujo el número de raiónes del óblast de Odesa a siete, y el asentamiento pasó a ser parte del raión de Berezivka.En 2023, Ivánivka perdió el estatus de asentamiento de tipo urbano debido a la eliminación de este estatus administrativo.

## Demografía
La evolución de la población de Ivánivka entre 1923 y 2021 fue la siguiente:
| 2026                                                          | 2126 | 1836 | 2266 | 3103 | 3434 | 3145 | 2525 | 2522 | 6541 | 2381 |
| (Fuente: Cities & Towns of Ukraine y UKRAINE: Größere Städte) |      |      |      |      |      |      |      |      |      |      |

Según el censo de 2001, la lengua materna de la mayoría de los habitantes, el 88,31%, es el ucraniano; del 8,99% es el ruso, y del 1,9% es el búlgaro.

## Infraestructura

### Transporte
Hay una línea de ferrocarril que conecta Ivánivka con la estación de tren Myhaeve, que tiene acceso a Odesa y Podilsk. No hay tráfico de pasajeros a lo largo de la línea.